# Козиков, Сергей Андреевич
Сергей Андреевич Козиков (1907—1992) — советский военачальник, генерал-майор танковых войск, кавалер шести орденов Красного Знамени.

## Биография
До призыва в армию служил в строительной конторе.
16 октября 1929 года зачислен красноармейцем в 110-й полк 37-го стрелковой дивизии. 1 октября 1930 года назначен помощником командира взвода в той же части. С 1 марта 1932 года обучался в Детско-Сельской военной пехотной школы имени В. И. Ленина. В январе 1933 года, после окончания военной школы, назначен командиром взвода 53-го стрелкового полка 18-й пехотной дивизии. В сентябре 1933 года назначен командиром взвода 45-го отдельного местного стрелкового батальона. В январе — ноябре 1936 года обучался на Ленинградских бронетанковых курсах усовершенствования командного состава. После окончания курсов командовал танковым взводом 13-й механизированной бригады.
С 4 апреля по 1 июля 1937 года лейтенант Козиков участвовал в военных действиях в Испании и 12 ноября 1937 года был награждён орденом Красного Знамени.
В 1938—1941 годах капитан Козиков обучался в Военной академии механизации и моторизации РКККА имени И. В. Сталина.
29 июня 1941 года капитан Козиков был назначен командиром 5-го отдельного танкового батальона 2-й воздушно-десантной бригады. Участвовал в боях на Юго-Западном фронте. 28 февраля 1942 года зачислен в распоряжение Главного Автобронетанкового Управления. 21 марта 1942 года присвоено звание майора и назначен заместителем командира 118-й танковой бригады. Участвовал в формировании бригады и в боях в составе частей Брянского фронта. 21 июля 1942 года был ранен. 3 октября 1942 года был награждён вторым орденом Красного Знамени.
30 октября 1942 года присвоено звание подполковника. 5 ноября 1942 года назначен исполняющим должность командира 59-й танковой бригады. 1-2 марта 1943 года отличился при освобождении города Севск и «за образцовое выполнение боевых заданий командования» награждён третьим орденом Красного Знамени.
31 июля 1943 года подполковник Козиков был назначен командиром 63-го отдельного гвардейского танкового полка прорыва. Участвовал в формировании полка на базе 83-й танковой бригады. 19 августа 1943 года полк под его командованием отличился при освобождении населенного пункта Анновка и во время боев в составе 5-го механизированного корпуса уничтожил 4 немецких танка, до 30 орудий, 10 станковых пулеметов, минометную батарею и до 800 солдат пехоты. Командир полка «за искусное командование полком и проявленную при этом храбрость и стойкость» был награждён четвёртым орденом Красного Знамени.
9 сентября 1943 года присвоено звание гвардии полковника. 20 ноября 1943 года назначен исполняющим должность командира 23-й отдельной гвардейской Ельнинской танковой бригады. 24 декабря 1943 года во время боев в районе Витебска был тяжело ранен. 27 февраля 1944 года награждён орденом Отечественной войны 1-й степени. После излечения вернулся в строй и 30 июля 1944 года снова назначен исполняющим должность командира 23-й отдельной гвардейской Ельнинской ордена Суворова танковой бригады.
Бригада под командование гвардии полковника Козикова отличилась при овладении крепостями Осовец и Остроленка и была награждена орденами Красного Знамени и Богдана Хмельницкого 2-й степени, а командир бригады был награждён орденом Красной Звезды. 3 ноября 1944 года награждён вторым орденом Красной Звезды.
В боях 14—20 января 1944 года бригада под командованием полковника Козикова в составе войск 48-й армии участвовала в прорыве обороны противника и сумела уничтожить более 3-х батальонов пехоты противника, 11 самоходно-артиллерийских установок и другой техники противника, освободив 57 населенных пунктов. Командир и личный состав бригады удостоились благодарности Верховного главнокомандующего. 25 января 1945 года в одном из боев полковник Козиков был легко ранен. «За тщательную подготовку личного состава к боям, за умелое руководство бригадой в бою, а также за проявленную личную отвагу и мужество» командир бригады был награждён пятым орденом Красного Знамени.
В марте 1945 года бригада под командованием гвардии полковника Козикова во взаимодействии с частями 35-го стрелкового корпуса прорвала оборону противника в районе города Айзенберг и овладела городами Браунсберг и Халигенбайль. 13 марта 1945 года полковник Козиков был тяжело ранен. За отличные действия бригады полковнику Козикову объявлена благодарность Верховного Главнокомандующего и «за отличное выполнение заданий командования и проявленные личную отвагу и мужество» он был награждён орденом Александра Невского.
13 августа 1945 года полковник Козиков был назначен заместителем командира 11-й механизированной дивизии. 20 марта 1947 года назначен начальником отдела боевой подготовки Управления командующего Бронетанковыми и Механизированными войсками. 16 августа 1948 года назначен командиром 14-й механизированной дивизии. В 1949—1951 годах Козиков обучался в Высшей военной академии имени К. Е. Ворошилова. 15 ноября 1950 года награждён шестым орденом Красного Знамени. 23 ноября 1951 года назначен командиром 18-й механизированной дивизии. 3 августа 1953 года присвоено звание генерал-майора танковых войск. 1 ноября 1954 года генерал-майор Козиков был назначен заместителем командира 9-го стрелкового корпуса. 5 ноября 1954 года награждён орденом Ленина. 12 января назначен заместителем начальника управления боевой подготовки ГВСГ. 14 ноября 1957 года назначен заместителем командующего по боевой подготовке 8-й гвардейской армии ГСВГ. 25 мая 1961 года уволен в запас.